# 15691 Maslov
15691 Maslov (1982 TF1) là một tiểu hành tinh vành đai chính được phát hiện ngày 14 tháng 10 năm 1982 bởi L. G. Karachkina ở Đài vật lý thiên văn Crimean.